# Oscar 2020
Cea de a 92-a ediție a Premiilor Academiei Americane de Film a avut loc în 9 februarie 2020 la Teatrul Dolby din Hollywood, Los Angeles. Au fost decernate premii pentru 24 de categorii. Ceremonia a fost televizată în SUA de către ABC, fiind produsă de Lynette Howell Taylor și Stephanie Allain. După succesul formatului de la cea de-a 91-a ediție din 2019, ceremonia a avut loc din nou fără o gazdă.

## Program
În 2018, conducerea Academiei a votat pentru mutarea ceremoniei de la sfârșitul lunii februarie la începutul lunii.
| Data                       | Eveniment                        |
| -------------------------- | -------------------------------- |
| Luni, 13 ianuarie 2020     | Anunțarea nominalizărilor        |
| Luni, 27 ianuarie 2020     | Prânzul nominalizărilor          |
| Joi, 30 ianuarie 2020      | Începerea votului final          |
| Marți, 4 februarie 2020    | Închiderea votului               |
| Duminică, 9 februarie 2020 | Prezentarea premiilor Oscar 2020 |

## Nominalizări
Nominalizările au fost anunțate luni, 13 ianuarie 2020, la 5:18 a.m. PST (13:18 UTC), la Samuel Goldwyn Theater din Beverly Hills, de actorii John Cho și  Issa Rae.
| Cel mai bun film - Parazit – Kwak Sin-ae și Bong Joon-ho - Ford v Ferrari – Peter Chernin, Jenno Topping și James Mangold - The Irishman – Martin Scorsese, Robert De Niro, Jane Rosenthal și Emma Tillinger Koskoff - Jojo Rabbit – Carthew Neal, Taika Waititi și Chelsea Winstanley - Joker – Todd Phillips, Bradley Cooper și Emma Tillinger Koskoff - Little Women – Amy Pascal - Marriage Story – Noah Baumbach și David Heyman - 1917 – Sam Mendes, Pippa Harris, Jayne-Ann Tenggren și Callum McDougal - Once Upon a Time in Hollywood – David Heyman, Shannon McIntosh și Quentin Tarantino | Cel mai bun regizor - Bong Joon-ho – Parazit - Martin Scorsese – The Irishman - Todd Phillips – Joker - Sam Mendes – 1917 - Quentin Tarantino – Once Upon a Time in Hollywood |
| Cel mai bun actor - Joaquin Phoenix – Joker în rolul Arthur Fleck / Joker - Antonio Banderas – Pain and Glory în rolul Salvador Mallo - Leonardo DiCaprio – Once Upon a Time in Hollywood în rolul Rick Dalton - Adam Driver – Marriage Story în rolul Charlie Barber - Jonathan Pryce – Cei doi papi în rolul Cardinalului Jorge Mario Bergoglio | Cea mai bună actriță - Renée Zellweger – Judy în rolul Judy Garland - Cynthia Erivo – Harriet în rolul Harriet Tubman - Scarlett Johansson – Marriage Story în rolul Nicole Barber - Saoirse Ronan – Little Women în rolul Josephine "Jo" March - Charlize Theron – Bombshell în rolul Megyn Kelly |
| Cel mai bun actor în rol secundar - Brad Pitt – Once Upon a Time in Hollywood în rolul Cliff Booth - Tom Hanks – A Beautiful Day in the Neighborhood în rolul Fred Rogers - Anthony Hopkins – Cei doi papi în rolul Papei Benedict al XVI-lea - Al Pacino – The Irishman în rolul Jimmy Hoffa - Joe Pesci – The Irishman în rolul Russell Bufalino | Cea mai bună actriță în rol secundar - Laura Dern – Marriage Story în rolul Nora Fanshaw - Kathy Bates – Richard Jewell în rolul Barbara "Bobi" Jewell - Scarlett Johansson – Jojo Rabbit în rolul Rosie Betzler - Florence Pugh – Little Women în rolul Amy March - Margot Robbie – Bombshell în rolul Kayla Pospisil |
| Cel mai bun scenariu original - Parazit – Bong Joon-ho și Han Jin-won - Knives Out – Rian Johnson - Marriage Story – Noah Baumbach - 1917 – Sam Mendes și Krysty Wilson-Cairns - Once Upon a Time in Hollywood – Quentin Tarantino | Cel mai bun scenariu adaptat - Jojo Rabbit – Taika Waititi pe baza romanului Caging Skies de Christine Leunens - The Irishman – Steven Zaillian pe baza romanului I Heard You Paint Houses de Charles Brandt - Joker – Todd Phillips și Scott Silver bazat pe personajele create de Bill Finger, Bob Kane și Jerry Robinson - Little Women – Greta Gerwig bazat pe romanul scris de Louisa May Alcott - Cei doi papi – Anthony McCarten bazat pe piesa Papa                                       |
| Cel mai bun lung-metraj de animație - Toy Story 4 – Josh Cooley, Jonas Rivera și Mark Nielsen - How to Train Your Dragon: The Hidden World – Dean DeBlois, Bonnie Arnold și Brad Lewis - I Lost My Body – Jérémy Clapin și Marc du Pontavice - Klaus – Sergio Pablos, Jinko Gotoh și Marisa Román - Missing Link – Chris Butler, Arianne Sutner și Travis Knight | Cel mai bun film într-o limbă străină - Parazit (South Korea) în coreană – regizat de Bong Joon-ho - Corpus Christi (Poland) in Polish – Directed by Jan Komasa - Honeyland (North Macedonia) in Turkish and Macedonian – Directed by Tamara Kotevska and Ljubomir Stefanov - Les Misérables (France) in French – Directed by Ladj Ly - Pain and Glory (Spain) in Spanish – Directed by Pedro Almodóvar                                                                                           |
| Cel mai bun lung-metraj documentar - American Factory – Steven Bognar, Julia Reichert și Jeff Reichert - The Cave – Feras Fayyad, Kirstine Barfod și Sigrid Dyekjær - The Edge of Democracy – Petra Costa, Joanna Natasegara, Shane Boris și Tiago Pavan - For Sama – Waad Al-Kateab și Edward Watts - Honeyland – Ljubomir Stefanov, Tamara Kotevska și Atanas Georgiev | Cel mai bun scurt-metraj artistic - Learning to Skateboard in a Warzone (If You're a Girl) – Carol Dysinger și Elena Andreicheva - In the Absence – Yi Seung-Jun și Gary Byung-Seok Kam - Life Overtakes Me – John Haptas și Kristine Samuelson - St. Louis Superman – Smriti Mundhra și Sami Khan - Walk Run Cha-Cha – Laura Nix și Colette Sandstedt |
| Best Live Action Short Film - The Neighbors' Window – Marshall Curry - Brotherhood – Meryam Joobeur și Maria Gracia Turgeon - Nefta Football Club – Yves Piat și Damien Megherbi - Saria – Bryan Buckley și Matt Lefebvre - A Sister – Delphine Girard | Cel mai bun scurt-metraj de animație - Hair Love – Matthew A. Cherry and Karen Rupert Toliver - Dcera (Daughter) – Daria Kashcheeva - Kitbull – Rosana Sullivan and Kathryn Hendrickson - Mémorable – Bruno Collet and Jean-François Le Corre - Sister – Siqi Song |
| Cea mai bună coloană sonoră - Joker – Hildur Guðnadóttir - Little Women – Alexandre Desplat - Marriage Story – Randy Newman - 1917 – Thomas Newman - Star Wars: The Rise of Skywalker – John Williams | Cel mai bun cântec original - "(I'm Gonna) Love Me Again" from Rocketman – muzica de Elton John; versuri de Bernie Taupin - "I Can't Let You Throw Yourself Away" from Toy Story 4 – muzică și versuri de Randy Newman - "I'm Standing with You" from Breakthrough – muzică și versuri de Diane Warren - "Into the Unknown" from Frozen II – muzică și versuri de Kristen Anderson-Lopez și Robert Lopez - "Stand Up" from Harriet – muzică și versuri de Joshuah Brian Campbell și Cynthia Erivo |
| Cea mai bună regie de sunet - Ford v Ferrari – Donald Sylvester - Joker – Alan Robert Murray - 1917 – Oliver Tarney și Rachael Tate - Once Upon a Time in Hollywood – Wylie Stateman - Star Wars: The Rise of Skywalker – Matthew Wood și David Acord | Cel mai bun mixaj sonor - Ford v Ferrari – Paul Massey, David Giammarco, and Steven A. Morrow - Ad Astra – Gary Rydstrom, Tom Johnson și Mark Ulano - Joker – Tom Ozanich, Dean Zupancic și Tod Maitland - 1917 – Mark Taylor și Stuart Wilson - Once Upon a Time in Hollywood – Michael Minkler, Christian P. Minkler și Mark Ulano |
| Cel mai bun design de producție (decoruri) - 1917 – Production Design: Dennis Gassner; Set Decoration: Lee Sandales - The Irishman – Production Design: Bob Shaw; Set Decoration: Regina Graves - Jojo Rabbit – Production Design: Ra Vincent; Set Decoration: Nora Sopková - Once Upon a Time in Hollywood – Production Design: Barbara Ling; Set Decoration: Nancy Haigh - Parazit – Production Design: Lee Ha-jun; Set Decoration: Cho Won-woo | Cea mai bună imagine - 1917 – Roger Deakins - The Irishman – Rodrigo Prieto - Joker – Lawrence Sher - The Lighthouse – Jarin Blaschke - Once Upon a Time in Hollywood – Robert Richardson |
| Cel mai bun machiaj - Bombshell – Kazu Hiro, Anne Morgan, și Vivian Baker - Joker – Nicki Ledermann și Kay Georgiou - Judy – Jeremy Woodhead - Maleficent: Mistress of Evil – Paul Gooch, Arjen Tuiten și David White - 1917 – Naomi Donne, Tristan Versluis și Rebecca Cole | Cele mai bune costume - Little Women – Jacqueline Durran - The Irishman – Sandy Powell și Christopher Peterson - Jojo Rabbit – Mayes C. Rubeo - Joker – Mark Bridges - Once Upon a Time in Hollywood – Arianne Phillips |
| Cea mai bună editare de film - Ford v Ferrari – Andrew Buckland și Michael McCusker - The Irishman – Thelma Schoonmaker - Jojo Rabbit – Tom Eagles - Joker – Jeff Groth - Parazit – Yang Jin-mo | Cele mai bune efecte vizuale - 1917 – Guillaume Rocheron, Greg Butler, and Dominic Tuohy - Avengers: Endgame – Dan DeLeeuw, Matt Aitken, Russell Earl, and Dan Sudick - The Irishman – Pablo Helman, Leandro Estebecorena, Stephane Grabli și Nelson Sepulveda - The Lion King – Robert Legato, Adam Valdez, Andrew R. Jones și Elliot Newman - Star Wars: The Rise of Skywalker – Roger Guyett, Neal Scanlan, Patrick Tubach și Dominic Tuohy                                                    |